# هپتالیان
هِپتالیان یا هِفتالیان قبایلی از هون‌ها را تشکیل می‌دادند و با نام هون‌های سفید نیز شناخته می‌شدند. آغاز قدرت هفتالیان از سال ۴۲۰ میلادی بود توسط خشنواز و به تدریج جانشین کیداریان شدند و در سال ۵۶۷ میلادی به دست قوای مشترک شاهنشاهی ایران (ایران ساسانی)و امپراتوری گوک‌ترک‌ها از بین رفتند. پس از ۵۶۷ میلادی، آنها شاهزاده‌نشینی را در منطقهٔ تخارستان تشکیل دادند که در مناطق شمالی آمودریا تحت نظارت خاقانات غربی ترک و در مناطق جنوبی آمودریا تحت نظارت شاهنشاهی ساسانی بود. دربارهٔ منشأ، زبان، تاریخ و فرهنگ و حدود دولت هپتالیان فرضیات و دیدگاه‌های متفاوتی بین دانشمندان وجود دارد. هپتالیان حکومتی کنفدراسیونی و شامل قبایل متحد بودند که طبق منابع چینی در شمال دیوار بزرگ زندگی می‌کردند و به هوا یا هوادون و در برخی منابع به هون‌های سفید معروف بودند. آنها در ابتدا و اوایل تشکیل حکومت مستقل خود عشایر بودند و در چادرهای نمدی زندگی می‌کردند و هیچ سیستم نوشتاری نداشتند. این قوم در طی قرن‌های پنج و شش میلادی بارها به قلمروهای ایران ساسانی و هندوستان حمله کردند. هفتالیان به احتمال قوی بخشی از قوم هون بودند، با این وجود به اعتقاد برخی از پژوهشگران،هپتالیان قومی از نژاد ترک یا از ایرانیان شرقی بودند.
پروکوپیوس مورخ بیزانسی،هپتالیان را کاملا متفاوت از هونهای آتیلا می نامند و آنها را سفید پوست برخلاف هونهای غربی توصیف می کند و همچنین باور داشت که آنها تنها از لحاظ نامی شبیه به هون های غربی هستند و زشت نیستند. او هپتالیان  را متمدن و شهرنشین توصیف و باور داشت که از لحاظ تمدنی از ایرانیان و رومیان کم تر نبودند

## نام‌های متعدد هپتالیان
در منابع گوناگون هیتالیان به جز نام هون‌های سفید باز نام‌های متعددی دارند که همین امر به تنهایی مشکلات زیادی را به وجود آورده است. در مآخذ سریانی نام آن‌ها اِپتالیت است در مآخذ یونانی زبان اِفتالیت در مآخذ ارمنی هَپتل در زبان فارسی میانه هِفتالان در زبان عربی هیطل در زبان تاجیکی و فارسی هِتل و هیتل و هیتال در مآخذ چینی یِه- دَه و یِه- دی- یِن به جز این باید گفت که در مآخذ اوستایی خئیواونا، در زبان پهلوی پارتی خیون، در لاتین Chionitae, در هندی هونا نامیده‌اند و مآخذ عربی آن‌ها را با ترک‌ها و مآخذ ارمنی با کوشانیان آمیخته کرده‌اند.
در متون پهلوی و مآخذ هندی هم سرخ‌خیونان و هم سفیدخیونان وجود دارند. به باور دانشمندان سرخ‌خیونان، از سرخ بودن کلاه، زره و جوشن و پرچم آن‌ها بر می‌آید. در تصاویر روی دیوار افراسیاب در سمرقند نیز دو رنگ متفاوت از هپتالیان دیده می‌شود، یکی سرخ‌روی و دیگری سفیدروی است و می‌توان دلیل آن را موجودیت سرخ‌خیونان و سفیدخیونان به‌شمار آوریم.

## قدرت گرفتن هپتالیان

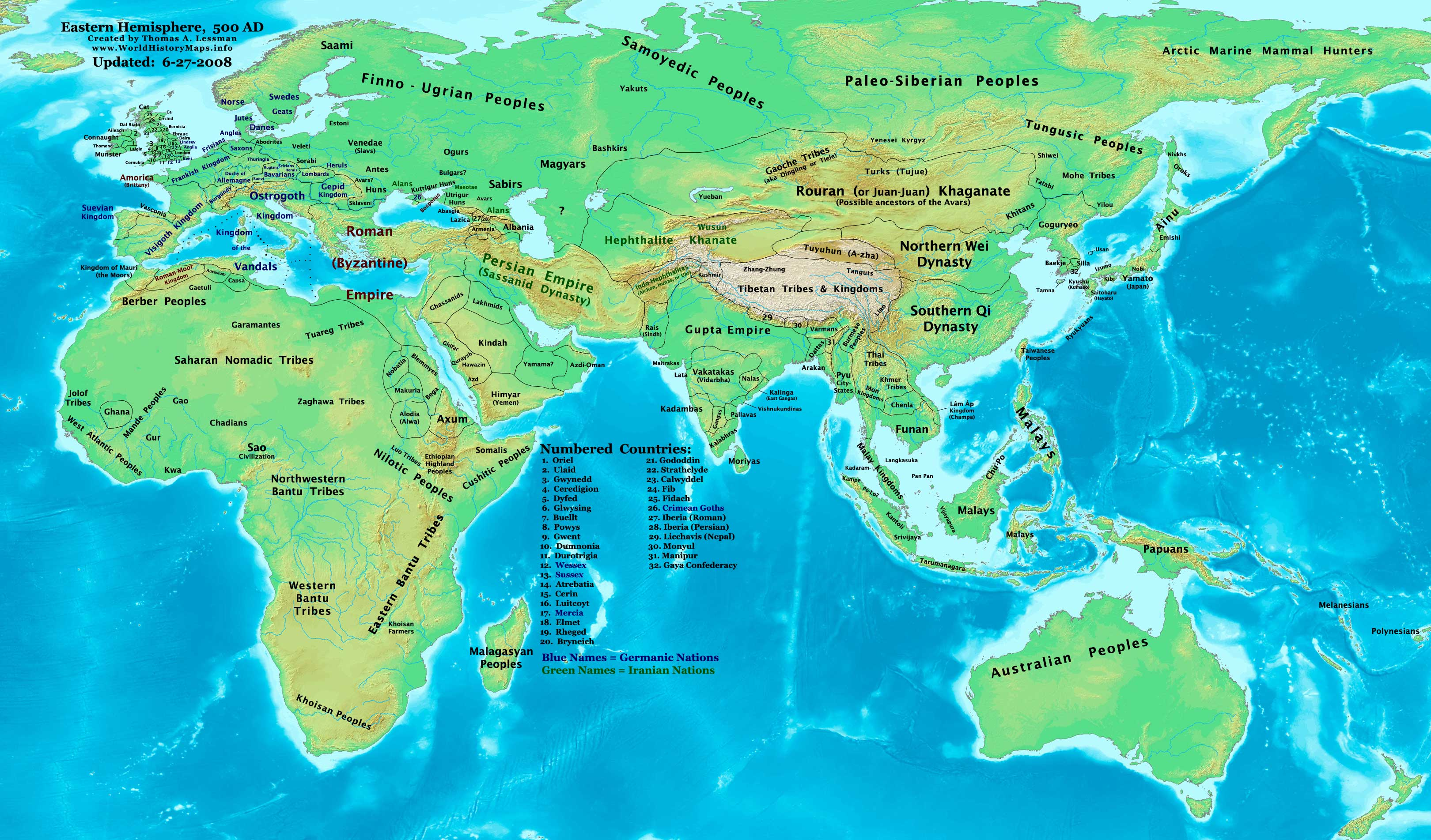
نقشهٔ هیاطله یا هپتالیان، در حدود سال ۵۰۰ میلادی، برای دیدن تصویر بزرگتر روی تصویر کلیک کنید.

شاهنشاهی ساسانی دولتی متمدن و ثروتمند بود که بر سرزمین‌های زیادی فرمان می‌راند. گستردگی قلمروی ساسانیان گذشته از ثروت و قدرتی که برای شاهنشاهان ساسانی به ارمغان می‌آورد، در زمینهٔ حفظ یکپارچگی ایران مشکلاتی را باعث می‌شد. نواحی شرقی ایران که با پایتخت و مرکز حکومت فاصله داشت، بیشتر از نواحی دیگر در معرض ناآرامی بود. هجوم اقوام بیابانگرد و دست‌اندازی آنها به ایالات شرقی ایران بخش عمده‌ای از این ناآرامی‌ها را به وجود می‌آورد.
بخش اعظم تاریخ عصر ساسانی و به‌خصوص از زمانی‌که ایالات شرقی در حوزهٔ اداری خراسان و نیمروز قرار گرفتند، نفوذ عمیق فرهنگی و سیاسی ساسانیان در آن مناطق جریان داشته است. باوجوداین، مناطق مذکور آسیب‌پذیرترین بخش ایران بودند؛ زیرا ازیک‌سو ثروت آن نواحی طمع همسایگان را برمی‌انگیخت و ازسوی‌دیگر، در دورترین مسافت از پایتخت ساسانیان، یعنی تیسفون، قرار داشتند؛ بنابراین قبل از آنکه سپاهیان ساسانی در مقابل مهاجمان مهیا شده و صف‌آرایی کنند، بخش‌های وسیعی از شرق ایران دستخوش غارت می‌شد و گاه تا مدت‌ها جولانگاه اقوام و طوایف بیگانه بود. ورود مهاجمان به سرزمین‌های شرقی و اشغال خراسان به معنای تهدید ایران بود. ازاین‌رو متقدمان، خراسان را ترکش (تیردان) خداوند پنداشته‌اند که هرگاه خداوند بر مردم خشم گیرد از جانب خراسان به آنها تیر افکَنَد.
در اواخر قرن چهارم و اوایل قرن پنجم میلادی، هپتالی‌ها حوزهٔ تسلط خود را در شرق از یلدوز (Yelduz) علیا، واقع در شمال‌غربی قره‌شهر در شمال‌غرب چین، و حوضهٔ ایلی (Ili) تا دریاچهٔ بالخاش (Balkhash) و حوضهٔ ایسیک کول (Issyk Kul) و شنزارهای چو (Chu) و تالاس (Talas) و حوضهٔ سیحون تا دریاچه آرال گسترش دادند
هپتالیان در زمان سلطنت بهرام پنجم (۴۲۱–۴۳۸ میلادی) و با تصرف بخشی از شمال‌شرق خراسان در قالب دشمنان اصلی ساسانیان وارد صحنهٔ تاریخ شمال‌شرق ایران شدند. این مهاجمان که تا مرو پیشروی کرده بودند، درنهایت در نبردی با بهرام پنجم مغلوب شده و پراکنده شدند و سرکردهٔ آنها به قتل رسید. پس از بازپس‌گیری مرو، بهرام در تعقیب مهاجمان به ماوراءالنهر وارد شد و آن دیار و ترکستان را تصرف کرد و مرز شمال‌شرق ایران را ازیک‌سو تا خوارزم و ازسوی‌دیگر تا طالقان تخارستان رساند. وی دستور داد در آن محل مناری بسازند که مرز را مشخص سازد و یکی از سران سپاه خویش را به حکومت مناطق مفتوحه گمارد. بهرام پس از تثبیت مرزهای شمال‌شرق و سرکوب هپتالیان، با غنایم بسیار به آذربایجان بازگشت و پس از آن به تیسفون رفت. وی برای حفظ امنیت شمال‌شرق، برادر خود یعنی نرسه را به فرمانداری خراسان منصوب کرد و به او فرمان داد: «تا آنجا رود و در بلخ مقر گیرد». نبرد بهرام با مهاجمان شمال‌شرق در گچبری‌های محوطهٔ بندیان درگز، در شمال استان خراسان رضوی تصویر شده است. شکل و شمایل افرادی که در زیر سم اسبان ساسانیان به خاک افتاده‌اند، با چشم‌های کشیده و اندک موهای رسته بر چانه، یادآور چهرهٔ صحرانوردان آسیای‌مرکزی و ماوراءالنهر است.
آرامشی که بهرام پنجم در مرزهای شمال‌شرق برقرار کرده بود، دیری نپایید و با پیمان‌شکنی صحرانوردان آشفته شد. در زمان یزدگرد دوم (۴۳۸–۴۵۷ میلادی)، فرزند و جانشین بهرام پنجم، اقوامی که به‌احتمال همان هپتالیان بودند، دوباره به شمال‌شرق ایران یورش آوردند و در حدود سال ۴۴۰ میلادی، علاوه‌بر سغد و ماوراءالنهر، بخش‌هایی از تخارستان را به قلمرو خویش افزودند در مقابله با تجاوز این اقوام، یزدگرد دوم سپاهی از ایالات مختلف گرد آورد و آنها را به عقب‌نشینی وادار کرد. و همچنین در سال ۴۴۴ میلادی، به‌تلافی حمله به یکی از ایالات ایران، به قصد جنگ با هپتالی‌ها لشکرکشی کرد و عده‌ای از مسیحیان ارمنی را همراه خود برد و آنها را در نیشابور و هرات سکنی داد. در آغاز، ایرانیان به پیروزی رسیدند؛ ولی یک سال بعد، یکی از متحدان هپتالی آنها خیانت کرد و دشمن موفق شد پیروز جنگ شود.
مارکوارت اعتقاد دارد اقوامی که در زمان بهرام پنجم و یزدگرد دوم به مرزهای شمال‌شرق هجوم آوردند، هپتالی نبودند؛ بلکه خیونی‌هایی بودند که در شمال مرو به صحرانوردی مشغول بودند. ازطرف‌دیگر، در دوران حکمرانی بهرام پنجم و نیز تا پایان زندگی یزدگرد دوم، در مآخذ پارسی و تازی از هپتالیان سخن به میان نیامده است و به هنگام شاهنشاهی پیروز یکم، فرزند یزدگرد دوم، برای اولین‌بار در نوشته‌های تاریخی از قوم هپتال یاد شده است. زیمال نیز به‌صراحت، اقوام درگیر با یزدگرد دوم در شرق را کیداریان دانسته است (Zeimal, 1996: 130). به‌نظر می‌رسد تاریخ‌نگاران مسلمان، بدون آنکه تفکیکی میان هپتالی‌ها و دیگر اقوام قائل شوند، همهٔ اقوامی را که از شمال‌شرق به سمت ایران سرازیر می‌شدند، هیاطله نامیده‌اند و به همین علت، تعیین دقیق هویت آن اقوام با تکیه‌بر تواریخ اوایل دورهٔ اسلامی مشکل است.
پس از یزدگرد، فرزند ارشدش هرمز سوم به پادشاهی رسید؛ اما پادشاهی هرمزد بر برادرش، پیروز، گران آمد. پس پیروز از نزد برادر گریخت و به دیار هپتالیان رفت در این ایام سرزمین هپتالیان تخارستان، چغانیان، کابلستان و سرزمین‌های شرقی رود بلخ را شامل می‌شد و پایتخت آنها شهری به نام گورگو (Gorgo) بود که درست در مجاورت خط سرحدی ایران قرار داشت. پیروز برای غلبه بر هرمز از شاه هپتالیان یاری خواست و شاه هپتالیان طبق شرطهایی، موافقت کرد. پیروز با حمایت سپاه تخارستان و تیره‌های خراسان به‌سوی برادرش هرمز که در ری بود، به راه افتاد. هرمزد پس از دو سال جنگ و نزاع مغلوب شد و پیروز به سلطنت رسید. پس از چیره‌شدن پیروز بر هرمز سوم، طبق قرار قبلی، ترمذ در کرانهٔ شرقی جیحون مرز ایران و قلمرو هپتالی‌ها شناخته شد. به‌این‌ترتیب، چغانیان و تخارستان در همسایگی شرق خراسان در تسلط هپتالیان باقی ماند.
هپتالیان که با به‌قدرت رسیدن متحد سابق خود، یعنی پیروز، قصد تجاوز به ایران را نداشتند، در سال ۴۶۰ میلادی به‌سوی جنوب‌شرق پیش راندند و با غلبه بر کیداریان، شمال پاکستان امروزی را به قلمرو خویش افزودند در حدود سال ۴۶۷ میلادی نیز پیروز با کمک هپتالیان بلخ را از کیداریان پس گرفت و سکه‌هایی به سبک کیداری ضرب کرد که وی را با تاج جدیدش نشان می‌داد. همچنین سندی باختری بر تسلط ساسانیان بر مناطق شمالی هندوکش در سال ۴۷۱ میلادی را اثبات می‌کند. در این زمان با تحرکات سیاسی و نظامی ساسانیان در شرق و شمال‌شرق فلات ایران، پادشاهان ساسانی به تحکیم روابط سیاسی خویش با امپراتوران چین پرداختند. در دوره‌ای که هپتالیان مشکلاتی را برای مرزهای شرقی ساسانیان باعث شده بودند، تناوب رابطهٔ ایران با چین افزایش یافت؛ به‌نحوی که در فاصلهٔ سال‌های ۴۵۵ و ۵۲۲ میلادی، دربار سلسلهٔ وی شمالی، ده مرتبه پذیرای سفیرانی از ایران بود.
با آغاز درگیری و اختلاف با هپتالیان، پیروز در لشکرکشی اول به‌سوی شرق به موفقیت دست یافت؛ ولی نبرد دوم و سوم وی در شرق نتایج ناگواری در پی داشت. ساسانیان در حدود سال‌های ۴۷۴ و ۴۷۵ میلادی و به رهبری پیروز، این بار در برابر متحدان پیشین خود، یعنی هپتالیان، صف‌آرایی کردند. هپتالی‌ها چون لشکریان ساسانی را دیدند، براساس سنت جنگی رایج در میان صحرانوردان شمال‌شرق، به ظاهر عقب‌نشینی کرده و به نقطه‌ای فرار کردند که از هر طرف با کوه‌های مرتفع و جنگل‌های انبوه احاطه شده بود. لشکریان ایران در تعقیب آنها وارد دره‌هایی شدند که در میانهٔ کمینگاه هپتالیان بود. درنهایت هپتالی‌ها از کمین بیرون جسته و راه برگشت را بر ایرانیان بستند. به‌این‌ترتیب، هپتالیان به رهبری خوشنواز شکست سختی بر ساسانیان وارد کرده و پیروز را به اسارت گرفتند. اما پیروز به بهای پرداخت غرامت، آزادی خود را خرید و پسرش قباد دو سال در دربار پادشاه هپتالیان گروگان ماند تا تمام مبلغ غرامت پرداخت شد. پس از شکست ساسانیان، هپتالیان که شرق را جولانگاه خویش ساخته بودند، مرزهای جنوبی خود را تا سیستان گسترش دادند و در حدود سال ۴۸۰ میلادی، گندهارا را نیز به تصرف خود درآوردند.
در سال ۴۸۴ پیروز برای بار سوم به قصد جنگ با هپتالی‌ها از اهواز به راه افتاد، او از مسیر جرجان به خوارزم رفت و همان مسیری را در پیش گرفت که جدش، بهرام پنجم، پیموده بود تا اینکه به ماوراءالنهر رسید و به برجی رفت که پیشتر بهرام پنجم برای نشان مرز ایران بنا کرده بود. خوشنواز چون از اصرار پیروز بر جنگ آگاهی یافت، در نبرد هرات، با حیله‌ای شکست سنگینی بر ارتش ساسانیان وارد کرد. در روایت پروکوپیوس، هپتالیان برای شکست دادن ساسانیان از یک خندق استتار شده استفاده کردند، اما خوانساری نژاد و همکاران (۲۰۲۱) استدلال می‌کند که داستان خندق مشکوک است. در این جنگ پیروز یکم به همراه چهارتن از فرزندان و بزرگان ساسانی کشته شدند.
لازار، مورخ ارمنی، نیز به‌نقل از شاهدی عینی جریان شکست هولناک و کشته‌شدن پیروز به دست هپتالیان را نقل کرده است. به‌گزارش وی، بازماندگان آن جنگ خود را به ورکان رساندند و وقایع را شرح دادند؛ بنابراین چنین به‌نظر می‌رسد که در این زمان، هپتالیان هنوز به ورکان دست نیافته بودند. هرچند نباید از نظر دور داشت که منظور از ورکان، شاید گرگانج خوارزم باشد.
به‌هرحال، پس از هزیمت و قتل پیروز، هپتالی‌ها از جیحون که مرز سنتی شمال‌شرق ایران شناخته می‌شد، گذر کرده و تخارستان را به‌طور کامل تصرف کردند. از شواهد تاریخی پیداست که پس از شکست پیروز، هرات و پوشنگ و بادغیس به تصرف هپتالیان درآمد و یکی از شاخه‌های هپتالی به نام کادیشیر (Kādishaer) در این سرزمین سکونت یافتند. علاوه بر شهرهای مذکور، ناحیهٔ طالقان که زمانی سرحد شمال‌شرق شاهنشاهی ساسانی به‌شمار می‌رفت نیز به تسخیر هپتالیان درآمد. در این زمان از چهار ناحیهٔ عمدهٔ خراسان، یعنی بلخ، مرو، هرات و نیشابور، سه ناحیهٔ نخست در تصرّف هپتالیان بود. حکایت حضور قباد در نیشابور، پیش از رسیدن به سرزمین هپتال‌ها گویای آن است که فقط ناحیهٔ نیشابور که از شمال به کوه‌های هزارمسجد محدود می‌شد، از اشغال هپتالیان در امان مانده بود.
هپتالیان پس از تسلط بر خراسان، خراجی سالیانه بر ایرانیان تحمیل کردند. کشف مقادیر چشمگیر سکه‌های نقره متعلق به پیروز از شمال تخارستان گویای پرداخت خراج از جانب ساسانیان به هپتالیان است. استفاده از سکه‌های پیروز، چنان تأثیری در نظام اقتصادی هپتالیان گذاشت که هپتالیان تا مدت‌ها سکه‌های خود را به تقلید از سکه‌های ساسانی ضرب می‌کردند. بر روی سکه‌های هپتالی نقش پیروز با تاج مخصوصش مزین به دو بال نمایش داده شده است. در مقابلِ صورت پیروز با حروف باختری واژهٔ ēb نوشته شده است که اختصاری است از واژهٔ ēbodalo یا هپتالی پشت اغلب سکه‌های هپتالی عبارت mēm در سمت چپ آتشدان نوشته شده است. این واژه شاید اختصار هزوارش MLK’، به آرامی malkā و به پارسی shāh، باشد. در سمت راست آتشدان با حروف باختری عبارت βαχλο نوشته شده است که بیان‌کنندهٔ محل ضرب این سکه‌ها در باختر یا همان بلخ است.
چیرگی هپتالیان بر ایران، خسارت‌های مادی و معنوی جبران‌ناپذیری به بار آورد. به همین مناسبت سردار ایرانی به نام گشنسب‌داد ملقب به نخوارک که از طرف زرمهر مأمور مذاکره با شورشیان ارمنی شده بود، در ضمن صحبت خود با واهان مامیکونیان رئیس شورشیان ارمنیان چنین گفت «او (یعنی پیروز) کشوری چندان بزرگ و آبادان و مستقل را تسلیم هپتالیان کرد و تا تسلط این طایفه باقی‌است، کشور ایران از قید عبودیت و زنجیر هولناک اسارت نجات نخواهد یافت.» بهترین افراد سپاه هلاک شده بودند و دولت در خزانهٔ خود پولی که حقوق سپاهیان را کافی باشد نداشت. مورخان ایرانی نوشته‌اند که زرمهر از پادشاه هپتالیان انتقام گرفت و عاقبت با آن طایفه صلحی شرافتمندانه کرد و پادشاه هپتالیان تمام غنائمی را که در جنگ اخیر از پیروز گرفته بود، پس داد و دختر او را نیز پس فرستاد. اما این موضوع درست به‌نظر نمی‌آید زیرا پادشاه هپتالیان از او دختری پیدا کرد که بعدها همسر قباد یکم پادشاه ساسانی گردید.
بلاش (۴۸۴–۴۸۸ میلادی)، برادر و جانشین پیروز، در ابتدای پادشاهی خود مجبور به انعقاد صلحی با هپتالی‌ها شد که بر اساس آن ساسانیان متعهد می‌شدند که سالیانه خراج سنگینی به هپتالیان بپردازند. مقرر بود که ایرانیان مبلغ این خراج را به سکه‌ای بپردازند که با الفبای کوشانی‌هپتالی مضروب باشد.
قباد، برای آنکه تاج‌وتخت را از عموی خویش بگیرد به پادشاه هپتالی‌ها پناهنده شد و از وی طلب یاری کرد. پادشاه هپتالی‌ها بیست‌هزار نفر از بهترین مردان جنگی خود را تحت فرمان قباد قرار داد و وی را با سازوبرگ شاهانه روانه کرد پیش‌از آنکه قباد به نبرد بلاش بتازد، بلاش درگذشت و قباد سپاهیانی را که همراه خود آورده بود به اطراف فرستاد تا دشمنان را سرکوب کنند و خود در سال ۴۸۸ میلادی به تخت سلطنت نشست.
گرایش قباد به مزدک باعث شد که به حکم موبدان‌موبد و گروهی از بزرگان، درسال ۴۹۶ میلادی وی را از پادشاهی خلع کنند و به زندان اندازند و تاج شاهی را بر سر جاماسب پسر دیگر پیروز و برادر قباد، گذارند. قباد به چاره‌ای که خواهرش اندیشیده بود از زندان گریخت، چند روزی مخفی شد و پس از آنکه از احتمال تعقیب آسوده‌خاطر شد، از مدائن خارج شد و به قصد سرزمین هپتالی‌ها راه اهواز به اصفهان را در پیش گرفت. قباد و هیئت همراهش به‌صورت مخفیانه، شب راه می‌پیمودند و روز استراحت می‌کردند تا اینکه به سرزمین هپتالی‌ها رسیدند. قباد نزد پادشاه هپتالی‌ها رفت و از او خواست تا لشکری همراهش کند تا تاج و تخت خویش را بازستاند. شاه هپتالی خواهش قباد را پذیرفت؛ ولی با این شرط که قباد منطقهٔ چغانیان را به وی واگذار کند و به پرداخت خراجی ادامه دهد که از زمان پیروز برقرار شده بود. پادشاه هپتالی یکی از دختران خود را به ازدواج قباد درآورد و قباد را به همراه سی هزار تناز هپتالی‌ها راهی مدائن کرد. آنان که خلع قباد را باعث شده بودند، نزد وی آمدند پوزش طلبیدند. قباد عذرشان را پذیرفت و جاماسپ را بخشید و در سال ۴۹۹ میلادی دوباره به تخت سلطنت نشست.
شناسایی سکه‌هایی از قباد با سجع هپتالی از آن نشان دارد که در دورهٔ قباد، ساسانیان همچنان به هپتالی‌ها خراج سالیانه پرداخت می‌کردند در اسناد باختری، از این سکه‌ها اغلب با نام «درهم‌های کواد» یاد شده است قباد برای اینکه خراج عهدشده را به هپتالیان بپردازد، از قیصر روم مبلغی وام درخواست کرد. آناستاسیوس (Anastasius) که در این زمان قیصر روم بود به امید آنکه پرداخت‌نکردن وام، اتحاد ساسانیان و هپتالیان را سست کند، خواهش قباد را رد کرد. پس قباد در سال ۵۰۲ میلادی به روم لشکر کشید هپتالیان که در این زمان به متحدان قباد ساسانی تبدیل شده بودند، در هجوم به ارمنستان، قباد را همراهی کردند. درحالی‌که قباد در جبهه غرب به پیروزی‌های پیاپی دست می‌یافت، خبر رسید که گروهی از چادرنشینان به شمال‌شرق ایران هجوم آورده‌اند. قباد ناگزیر شد که کشورگشایی خود را در غرب متوقف کند و به غائلهٔ شمال‌شرق بپردازد. به این منظور تصمیم گرفت که صلحی هفت‌ساله با قیصر روم منعقد کند. این صلح در سال ۵۰۵ یا ۵۰۶ میلادی بسته شد. قباد پس از آسودگی در غرب، به دفع مهاجمان شمال‌شرق پرداخت و آنان را به عقب‌نشینی مجبور کرد.
هم‌زمان با حکومت قباد ساسانی، هپتالیان در اوج قدرت خود به سر می‌بردند و بر سرزمین وسیعی شامل سمرقند، ختن، کاشغر و مرگیانه حکم می‌راندند. چیرگی هپتالیان بر سمرقند به احتمال در سال ۵۰۹ میلادی روی داد؛ چراکه پس از این زمان بود که سفرای سمرقند، خویش را با نام هپتالی معرفی می‌کردند. آن‌گونه‌که در تاریخ دودمان وئی آمده است، هپتالی‌ها یکبار در سال ۵۰۷ میلادی و بار دیگر در سال ۵۱۸ میلادی، سفیران خود را با هدایایی به دربار چین فرستادند. در همین زمان، قباد یکم نیز به مبادلهٔ سفیر و ارسال هدایا به دربار چین همت گماشت.
در دورهٔ صلح میان ساسانیان و هپتالیان، هپتالی‌ها تلاش کردند به‌منظور برخورد کمتر با ساسانیان، قلمرو خود را به سمت شرق و جنوب بگسترانند. ازاین‌رو تورامانا (Toramana)، پادشاه هپتالی، روی به هندوستان گذارد و تا پنجاب پیش رفت. در محوطهٔ کهیوره (Khewra)، در سلسله جبال نمک (Salt Range) واقع در جنوب تکسیلا، حدفاصل جهلم (Jhelum) و سرچشمه‌های رود سند، کتیبه‌ای به خط سانسکریت شناسایی شده است که در آن نام تورامانا درج شده است. این نام به‌احتمال به همان تورامانای هپتالی اشاره می‌کند. وجود آثار هپتالیان در بخش‌های شرقی افغانستان، شمال‌غرب هندوستان و شمال پاکستان امروزی شواهدی از پیشروی ایشان به سمت شبه قارهٔ هند را به نمایش می‌گذارد؛ ازآن‌جمله باید به یافته‌های محوطهٔ مس‌عینک اشاره کرد که در ۳۸ کیلومتری جنوب‌شرق کابل و در مسیر راه اصلی منتهی به هندوستان واقع شده است. از این محوطه علاوه‌بر انبوهی از آثار کوشانی و ساسانی، قطعه سفال‌ها و سکه‌هایی مربوط به حاکمان هپتالی نیز به دست آمده است.
مجموعهٔ دیگری از آثار هپتالی نیز از محوطهٔ غار کشمیر (Kashmir Smast) در ۸۵ کیلومتری شمال‌شرق پیشاور کشف شده است. در کنار آثار متعدد بودایی، در این محوطه چندین سکهٔ هپتالی یافت شده است که از نخستین نشانه‌های حضور هپتالیان در ناحیهٔ گندهارا به‌شمار می‌رود. پسر و جانشین تورامانا، مهراکولا (Mihirakula)، نیز روش پدر را در پیش گرفت و در جنگ‌های متعدد، دولت قدرتمند گوپتاهای هندوستان را مغلوب کرد و قلمرو ایشان را تجزیه کرد. شاهد حضور مهراکولا در شمال‌غرب هندوستان، مجموعه سکه‌های نقره‌ای است که در کاوش‌های سال ۱۹۱۱ میلادی در محوطه‌ای بودایی در نزدیکی پیشاور به دست آمده است همچنین سونگ‌یون (Song Yun)، زائر بودایی که در سال ۵۱۷و ۵۱۸ میلادی به امر ملکه هو عازم شمال‌غرب هندوستان و پامیر شد. از گولاس با عنوان پادشاه هپتالی نواحی شرق افغانستان کنونی یاد کرده است که با تکیه بر لشکری مجهز به هزار فیل جنگی با استبداد حکم می‌رانده است. براساس توصیف سونگ‌یون، هپتالی‌ها با نوشتار آشنایی نداشتند، فاقد شهرهای حصاردار بودند و در چادر زندگی می‌کردند. آنها در جستجوی آب و چراگاه مناسب، تابستان به محلی ملایم می‌رفتند و زمستان را در سرزمینی معتدل می‌گذراندند. سونگ‌یون مرزهای قلمرو سیاسی هپتالیان را با نام‌هایی نامشخص ذکر کرده است. به گزارش وی، جمعیت ساکن در سرزمینی که مرزهای آن از جنوب به تیه‌لو (Tie-lo)، از شمال به چه‌له(Tch’e-le)، از شرق به ختن (Yu-ťien) و از غرب به پارس (Po-sseu) می‌رسید، همگی به هپتالی‌ها خراج می‌پرداختند. شاه هپتالی در چادر مجللی اقامت می‌کرد که به فرش‌های پشمی مزین بود و بر تختی زرین تکیه می‌زد که بر پایهٔ چهار ققنوس استوار بود. همسر اصلی شاه نیز با لباسی ابریشم و تاجی که با سنگ‌های قیمتی رنگارنگ تزیین شده بود بر تختی به شکل فیل سپید با شش عاج و پایه‌هایی زرین به شکل شیر می‌نشست.
سونگ‌یون به اقتدار سیاسی این سرزمین اشاره‌هایی کرده است که از آن استنباط می‌شود که ادارهٔ سرزمین‌های شرقی افغانستان امروزی، از مجاری جیحون تا ارغنداب، در دست حاکمان هپتالی بوده است. یک نفر حکمران تابع ایشان بر گندهارا حکم می‌راند که نامش لی‌لی (Lea-Lih) یا فردی از این دودمان بود. هپتالیان پس از آنکه بر گندهارا تسلط یافتند، لی‌لی را به حکومت آنجا گماشتند. لی‌لی هفتصد فیل جنگی داشت که هر فیل حامل مردی مسلح به شمشیر و نیزه بود درنهایت، امرای کوچک محلی هندوستان اتحادیه‌ای قدرتمند در برابر هپتالی‌ها تشکیل دادند و در حدود سال ۵۲۸میلادی، در جنگی بزرگ مهراکولا را مغلوب کردند و به طرف سند و کشمیر عقب راندند. شکست مهراکولا در این جنگ خروج هندوستان را از قلمرو دولت هپتالی منجر شد. بااین‌حال، در گزارشی که در فاصلهٔ سال‌های ۵۵۱ تا ۵۵۴ میلادی نوشته شده است وی‌شو، مورخ چینی، ۳۰ شاهک‌نشین را خراجگزار هپتالی‌ها معرفی کرده است و قلمروی هپتالی‌ها را که شامل سغد و تخارستان (T’u-hu-lo) می‌شده است، از غرب به کانگ‌کی (سغدیانا، K’ang-ki)، یوتین (ختن، Jü-t’ien)، شاله (کاشغر، Ša-leh) و آسی (پارسی‌های جانشین اشکانیان، A-si) محدود دانسته است.
معلوم نیست شرق ایران تا چه زمانی در تصرف هپتالی‌ها باقی ماند؛ ولی به‌نظر می‌رسد که ساسانیان تا پایان حکومت قباد به هپتالیان خراج می‌پرداخت. پس از قباد، در عصر خسرو انوشیروان (۵۳۱–۵۷۹ میلادی)، هپتالیان کاروانی را غارت کردند که حامل هدایای خاقان چین برای خسرو بود. به‌دنبال این واقعه، نبردی سهمگین به فرماندهی غاتفر، فرمانده نیروهای خاقان، میان خاقان و هپتالیان درگرفت. به‌گزارش فردوسی، در این زمان مرکز فرماندهی هپتالیان بخارا بود و آنها نیروهای خود را از نواحی بلخ، شگنان، آموی، زم، ختلان، ترمذ و ویسه گرد (واشجرد) گرد آوردند. در این نبرد هپتالیان شکست خوردند و خاقان فردی به نام فغانیش را به جانشینی غاتفر و به حکومت هپتالیان گماشت. اخبار این مصالحه به گوش خسروانوشیروان رسید. خسرو که حضور هپتالیان و گسترش قدرت خاقان را در مرزهای شرقی و شمال‌شرقی ایران خوش نداشت، به قصد تارومارکردن آنها به خاقان چین و فغانیش اعلام جنگ کرد. خاقان، خسرو را به آشتی فراخواند و سغد و سمرقند و چاچ را به او داد. خسرو در سال‌های ۵۵۳ و ۵۵۵ میلادی نیز نمایندگانی به دربار چین اعزام کرد تا بیش از پیش بر نفوذ خویش در چین بیفزاید و باعث انزوای هپتالیان شود.
به‌هرحال با شکست هپتالیان در حدود سال ۵۶۰ میلادی، خراسان آزاد شد و سرزمین‌های پایین‌دست جیحون تا فرغانه به شمال‌شرق ایران ضمیمه شد. سندی متعلق به همان سال‌ها از شمال هندوکش به دست آمده است که نشان می‌دهد حاکمی محلی توأمان به ایرانیان و به هپتالیان خراج می‌پرداخته است. براساس‌این سند، به‌نظر می‌رسد در این سال‌ها هپتالیان هنوز به‌طور کامل از شرق ایران خارج نشده بودند؛ ولی حذف نام آنها از اسناد بعدی، بیان‌کنندهٔ تسلط کامل ساسانیان بر آن نواحی است.
خسروانوشیروان پس از تثبیت موضع خود در فرغانه، به تسخیر بخش‌های جنوبی سرزمین هپتالی‌ها همت گماشت. وی سکستان را که از سال ۴۸۴ میلادی و پس از کشته‌شدن پیروز، به دست هپتالی‌ها افتاده بود پس گرفت و بر تخارستان، زابلستان، کابلستان و چغانیان سلطه یافت انوشیروان پس از شکست قاطع هپتالی‌ها در سال ۵۵۷ میلادی، سکه‌ای با سجع کنایه‌آمیز «ایران از ترس رها شد» و «ایران نیرومند شد» ضرب کرد. با گسترش قدرت انوشیروان، ممالک مجاور شامل ترکستان و چین و هندوستان نیز اطاعت او را گردن نهادند و انوشیروان بدون مانعی جدی، قلمرو خود را تا کشمیر و سراندیب توسعه داد.
بار دیگر بین سال‌های ۵۶۳ و ۵۶۷ میلادی، ترک‌های غربی در اتحاد با ایرانیان به بقایای پادشاهی هپتالی یورش بردند و قلمرو آنها را بین خود تقسیم کردند. این بار، ایالات سغد و فرغانه به تسلط ترکان درآمد و قسمت جنوبی جیحون شامل نواحی باختر و تخارستان سهم ایران شد. پس از این واقعه، برای مدتی کوتاه، جیحون سرحد بین ایران و ترکان محسوب می‌شد.

## سرانجام هپتالیان

### زمینه‌های اتحاد
دولت هیاطله در حد فاصل مرزهای ایران و مرزهای گسترش یابندهٔ دولت نوظهور گوک‌ترک قرار داشت و در حقیقت گذشته از تهدید مرزهای شرقی ایران، منافع این کشور از بابت تجارت ابریشم را تهدید می‌کرد. از سوی دیگر دولت نوظهور گوک‌ترک هم که به شرقی‌ترین بخش این جادهٔ مهم کاروان روی بین شرق و غرب دست یافته بود، می‌خواست این جاده را تحت نظارت خود بگیرد و این خواست تنها با پیروزی بر هیاطله که راه پیشروی و توسعهٔ آن را به سوی غرب سد کرده بود، ممکن می‌گردید. همین موقعیت خاص دولت هیاطله زمینهٔ لازم را برای نزدیکی خسرو انوشیروان و ایستمی خان فراهم آورد.

### اتحاد ایستمی‌خان و خسرو انوشیروان
ایستمی خان برای تحقق خواست خود که از میان برداشتن دولت هیاطله بود، به متفق نیرومندی نیاز داشت و انوشیروان هم که در صدد خاتمه بخشیدن به تجاوزات و تهدیدهای هیاطله و اعادهٔ اعتبار دولت ساسانی بود، به دنبال متحد توانایی می‌گشت و این دو خیلی زود از بالای سر هیاطله متوجه وجود یکدیگر شدند و علایم و پیام‌های تفاهم را رد و بدل کردند و به سرعت به هم نزدیک گشتند. سفیران ایستمی برای مذاکره به دربار انوشیروان رفتند و انوشیروان نیز آن‌ها را به گرمی استقبال کرد و اتفاق لازم برای برانداختن دولت هیاطله به زودی صورت گرفت. یکی از مظاهر این نزدیکی، ازدواج انوشیروان با دختر ایستمی بود. به نوشتهٔ مسعودی نام این دختر که مادر هرمزد چهارم می‌شد، فاقم و به ثبت ابن بلخی قاقم و به نوشتهٔ یک اثر متأخر تاکوم بوده است.

### سقوط دولت هپتالیان
در این هنگام گوک‌ترک‌ها به سیحون نزدیک شده بودند و به نظر می‌رسید که هیاطله را از همین منطقه مورد تعرض و حمله قرار دهند. هیاطله هم که شاهد نزدیک شدن دو رقیب نیرومند خویش بودند و خود را در میان دو آسیاسنگ تحت فشار می‌دیدند، برای جلب حمایت دولت چین به خاقان آن کشور روی آوردند؛ اما اقدام سریع ترک‌ها و ایرانیها، امپراتوری چین را در مقابل عمل انجام یافته قرار داد. به قول خواندمیر: «انوشیروان از این جانب و سپاه ترکان از آن طرف متوجه استیصال پادشاه هیاطله گشتند.» در اندک مدتی ترکان تحت فرمان ایستمی خان، سرزمین‌های سغد و تاشکند و فرغانه و سمرقند و بخارا را به تصرف درآوردند و بر راه کاروان روی آسیای داخلی مسلط شدند. نیروهای دولت ساسانی هم از جانب غرب به حرکت درآمدند و دولت هیاطله در فاصلهٔ سال‌های ۶۵–۵۶۳ م. برافتاد و قلمرو آن بین متفقان تقسیم گردید و به قولی رود جیحون و به قولی دیگر رود مرغاب مرز بین دو کشور شناخته شد.

## بازماندگان آنها
تعدادی از گروه‌ها که ممکن است از تبار هپتالیان باشند.
آوارها:برخی نظریه‌ها مطرح کرده‌اند که آوارهای پانونی ممکن است از بقایای هپتالیان باشند که پس از سقوط آن‌ها در سال ۵۵۷ میلادی به اروپا مهاجرت کردند. با این حال،شواهد باستان‌شناسی و منابع تاریخی موجود این فرضیه  تأیید نمی‌کنند 
پشتون‌ها: یو. وی. گانکوفسکی، مورخ شوروی، به ما می‌گوید، که پشتون‌ها ابتدا به‌عنوان اتحادیه‌ای از قبایل ایرانی شرقی شکل گرفتند. این هسته قومی اولیه، که در اواسط هزاره اول میلادی تثبیت شد، به دنبال فروپاشی کنفدراسیون هپتالیان دگرگونی یافت و موجب شکل‌گیری قوم پشتون شد.  

طبق تاریخ کمبریج ایران انتشارات دانشگاه کمبریج ، نوادگان هپتالیان پشتون هستند .
درانی: پشتون‌های درانی افغانستان قبل از سال 1747 "ابدالی" نامیده می‌شدند. به گفته زبان‌شناس، گئورگ مورگنسترن ، نام قبیله‌ای آنها ابدالی است "ارتباطی با" هپتالیان دارد
این نظریه مورد تأیید مورخ آیدوگدی قربانوف قرار گرفته است، که بیان داشت پس از فروپاشی اتحادیه هپتالیان، این گروه در میان جوامع محلی گوناگون ادغام شده‌اند و ابدالی‌ها یکی از قبایل با ریشه‌ی هپتالی هستند. 
خلج: از مردم خلج برای اولین بار در قرن‌های هفتم تا نهم در منطقه غزنی ، قلات غیلجی و زابلستان در افغانستان امروزی نام برده شده است . آنها به زبان ترکی خلجی صحبت می‌کردند . خوارزمی از آنها به عنوان قبیله‌ای باقی مانده از هفتالیان یاد کرده است
طبق دائرة المعارف ایرانیکا خلج ها نخست از اقوام هندوایرانی آریایی و از نوادگان هپتالیان بودند که رفته رفته ترک شدند و سپس این خلج ها جذب پشتون ها شدند و هسته اولیه قبیله غلجایی را تشکیل دادند
کانجینا: قبیله‌ای سکا که با کومیجی‌های هندوایرانی مرتبط بوده و در هپتالیان ادغام شده‌اند. کانجیناها احتمالاً بعداً ترکی شده‌اند، همانطور که خوارزمی آنها را "ترک‌های کانجینا" نامیده است. با این حال، بوسورث و کلاسون ادعا کردند که خوارزمی صرفاً از "ترک‌ها" "به معنای مبهم و نادرست" استفاده می‌کرده است. 

## جامعهٔ هپتالیان

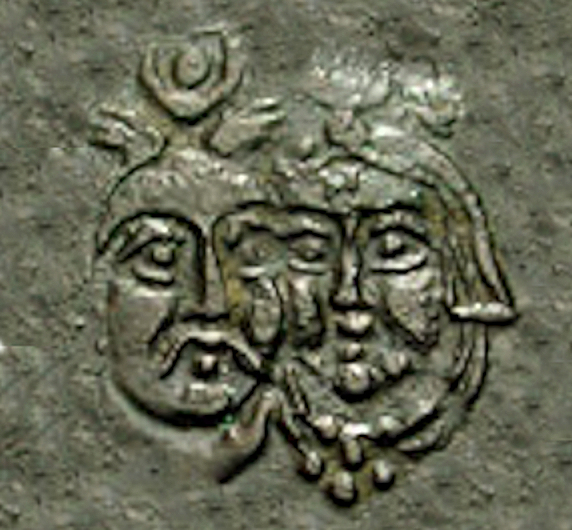
هپتالیان

هپتالیان قومی بودند که در آسیای میانه و باختر چین به دامداری و کوچ‌روی مشغول بودند اما به تدریج توسط اقوام بیابانگرد ترک-مغول (آلتایی زبان) به جنوب و جنوب‌غربی محل سکونتشان رانده شده و در آنجا حکومت‌هایی تأسیس کردند.
طبق روایت بعضی از مآخذ، هپتالیان مردمانی شهری بودند. اما مآخذ چینی به کلی حرف دیگری می‌زنند. طبق خبر آن‌ها «هپتالیان شهر ندارند و در جاهای پرآب و علف در خانه‌های سیاه زندگی می‌کنند.» چینی‌ها می‌گویند آن‌ها در چادرهای پوستی زندگی می‌کرده و کوچ‌نشین بوده‌اند. از سوی دیگر آمده که در گذشته آن‌ها ممالک بسیاری را به تصرف خود درآوردند. فئوفان بیزانسی می‌گوید که هپتالیان، ایرانیان را مغلوب ساخته و شهرها و بندرها آن‌ها را تصاحب کردند. مؤلفان غربی هپتالیان را مردمان شهری گفته‌اند که آن‌ها صاحب شهرها بودند و در دوره‌های بعدی اعیان و اشراف هپتالیان در شهرها سکونت اختیار می‌نمودند.
گیرشمن، باستان‌شناس فرانسوی، پس از مشاهدهٔ نام HIONO بر روی سکه‌های ایرانی شرقی این نام را به خیون‌ها نسبت می‌دهد. افزون بر این، او عبارت دیگر ĒPTLA ĒIONO بر روی این سکه‌ها را سندی بر حاکمیت نخبگان هفتالی بر خیون‌ها می‌داند و آن‌ها را با هون‌های سفید یکی می‌داند، و براین باور است که خیون‌ها نه از نژاد ترک بودند و نه از نژاد مغول.
در جامعهٔ هیتالیان چند شوهری رسم بود. برادران یک زن مشترک داشتند و زنی که شوهرش برادر نداشت یعنی زن تک‌شوهر کلاهِ یک‌گوشه بر سر می‌کرد. زن چندشوهردار کلاهی داشت که تعداد گوشه‌های آن متساوی با تعداد شوهرهای وی بود و لباس هم وابسته به تعداد شوهرها پوپک دوخته می‌شد. دربارهٔ این عرف و عادت که هم‌زمان با چندزنی در بین والیان معمول بود، بسیاری مآخذ چینی خبر می‌دهند.
به نوشتهٔ منابع، هپتالیان در ابتدا خدایان خود مثلاً خدای آتش را می‌پرستیدند. آن‌ها هر صبح از چادر خود بیرون آمده و نماز می‌گزارده‌اند. شاید آن‌ها آفتاب را هم پرستش می‌کرده‌اند؛ ولی در جامعه هپتالیان، کم‌کم ادیان قوم‌هایی که سرزمینشان تحت تصرف هپتالیان بود، رواج می‌یابد؛ مثلاً دین بودایی رفته‌رفته گسترش پیدا کرد و برپایهٔ یک سند دیگر دین نصرانی نیز معمول بوده است.